# Mohammed Ibrahim Eid
Mohammed Ibrahim Eid (Arabic:محمد إبراهيم عيد) (sinh ngày 7 tháng 8 năm 1991) là một cầu thủ bóng đá người Các Tiểu vương quốc Ả Rập Thống nhất. Hiện tại anh thi đấu cho Shabab Al-Ahli.